# 張鼐 (萬曆進士)
张鼐（1572年—1628年），字世调，号侗初，南直隶松江府华亭县人。明朝政治人物。

## 生平
万历三十一年（1603年）癸卯第三名舉人，为《尚书》经魁，万历三十二年（1604年）联捷甲辰进士，改翰林院庶吉士，三十八年授检讨，次年在内府司礼监书堂教书，四十年知起居注，四十六年进国子监司业。四十七年为右春坊右谕德兼翰林院侍讲。天启元年，改左谕德，寻升右春坊右庶子，二年补经筵讲官，又管理文官诰敕。九月与左庶子来宗道主考武场会试，升掌司经局，詹事府少詹事兼翰林院侍读学士。上疏谏保身、养性、勤学、敬天、法视、亲贤、纳谏、信令、恤民、存体十事，为魏忠贤所恶。三年二月迁南京礼部右侍郎，以实录成书，加太子宾客二品服俸。五月予告，五年三月会推为实录副总裁，忠贤责其诈疾之罪，革职削籍。
崇祯初年，起故官，协理詹事府，改吏部右侍郎。未上任卒。赠礼部尚书，谥文节。

## 著作
著作有《吴淞甲乙倭变志》、《宝日堂集》、《馌堂考故》等。

## 家族
曾祖张松（知州），祖张元昌，父张煦，母陈氏。兄张鼎、弟张鼒（次调）、张雋（幼调）。
张蓥从孙，嘉靖己未进士张烈從子。

## 文人軼事
與杜喬林、杜十遠、李凌雲、莫天洪並稱“曇花五子”。
曾做《孤山種梅序》，為孤山詠梅詩文之一。

## 外部連結
- 張鼐 （页面存档备份，存于） 中研院史語所